# Keenania flava
Keenania flava är en måreväxtart som beskrevs av Hsien Shui Lo. Keenania flava ingår i släktet Keenania och familjen måreväxter. Inga underarter finns listade i Catalogue of Life.